# Méson upsilon
O méson upsilon (
ϒ

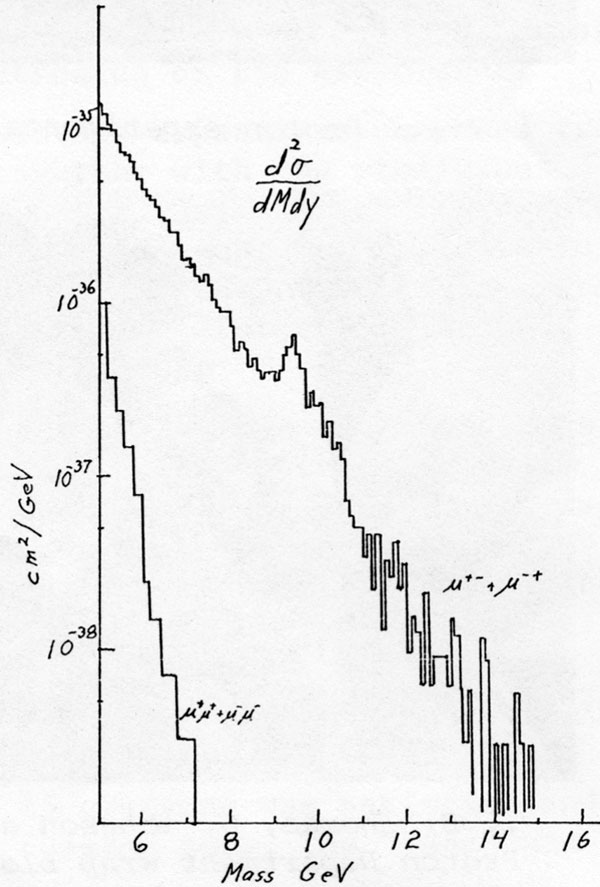
A trama da massa invariante de m par de múons, a partir do papel de descoberta da partícula Upsilon. O pico em cerca de 9,5 GeV é devido à contribuição do méson Upsilon.

), também chamado de bottomônio, é um méson formado por um quark bottom e um antiquark bottom. Ele foi descoberto junto com esses dois quarks pelo experimento E288, liderado por Leon Lederman, no Fermilab em 1977 e foi a primeira partícula contendo um quark bottom a ser descoberta porque é o mais leve que pode ser produzido sem partículas adicionais. Ele tem uma vida média de 1,21 x 10-20 segundos e massa de 9,46 GeV/c²
| Nome da partícula | Símbolo da partícula | Símbolo da antipartícula | Quark constituinte | Massa de repouso (GeV/c²) | IG | JPC | S | C | B' | Vida média (s) |
| ----------------- | -------------------- | ------------------------ | ------------------ | ------------------------- | -- | --- | - | - | -- | -------------- |
| Méson Upsilon     | ϒ                    | Ele mesmo                | b                  | 9,46030(26)               | 0− | 1−− | 0 | 0 | 0  | 1,21 x 10-20   |